# Endiandra aggregata
Endiandra aggregata är en lagerväxtart som beskrevs av André Joseph Guillaume Henri Kostermans. Endiandra aggregata ingår i släktet Endiandra och familjen lagerväxter. Inga underarter finns listade i Catalogue of Life.